# Loïc Nego
Loïc Nego (Parijs, 15 januari 1991) is een in Frankrijk geboren Hongaars voetballer, die doorgaans als verdediger speelt. Hij verruilde Charlton Athletic FC in 2015 voor Fehérvár FC. Sinds 2023 speelt Nego voor Le Havre AC. Nego debuteerde in 2020 in het Hongaars voetbalelftal.

## Carrière
Loïc Nego begon zijn voetbalcarrière bij de Parijse clubs Garges Les Gonesse en FC Bourget alvorens in 2004 de overstap te maken naar FC Nantes. De jonge verdediger rondde er zijn jeugdopleiding af. Als tiener werd hij als centrale verdediger, rechtermiddenvelder of zelfs als aanvaller ingeschakeld. In 2009 bereikte hij met de jeugdploeg van Nantes de finale van de Coupe Gambardella.
In het seizoen 2009/10 maakte Nego zijn debuut voor het eerste elftal van Nantes. De rechtsachter mocht toen op de laatste speeldag van de Ligue 2 invallen tegen Caen. Nantes verloor het duel met 1-3. Een seizoen later kreeg de Fransman meer speelkansen, maar dat weerhield hem niet om zijn contract niet te verlengen. In juli 2011 nam AS Roma hem transfervrij over van Nantes. Nego tekende bij de Italiaanse club een contract voor 5 seizoenen. Bij Roma kwam de inmiddels 20-jarige verdediger niet aan spelen toe. In januari 2013 leende de club hem voor een half jaar uit aan Standard Luik. In het seizoen 2013-2014 verhuisde hij naar het Hongaarse Újpest FC en begin 2014 naar Charlton Athletic. Door die club wordt hij momenteel weer verhuurd aan Újpest FC. Na de verhuurperiode bij Újpest tekende Nego een contract bij de Hongaarse club Videoton FC. Hij maakte de naamswijziging van de club naar MOL Fehérvár FC mee.

## Nationale ploeg
Nego was een Frans jeugdinternational. In 2008 bereikte hij met Frankrijk de finale van het EK -17 in Turkije. De Fransen verloren in de finale met 4-0 van Spanje. Twee jaar later nam Nego ook deel aan het EK -19 in eigen land. Frankrijk stond in de finale opnieuw tegenover Spanje, maar won ditmaal met 2-1. In 2020, nadat een interlandcarrière bij Frankrijk er niet in zat, liet Nego zich naturaliseren tot Hongaar. Hij had lang genoeg in het land gewoond om in aanmerking te komen voor een paspoort. Op 8 oktober 2020 debuteerde hij voor het Hongaars voetbalelftal in een duel met Bulgarije. Op 16 november van dat jaar maakte Nego zijn eerste doelpunt voor de Hongaren, in de finale play-off voor kwalificatie voor het Europees kampioenschap voetbal 2020 tegen IJsland. Hij bracht twee minuten voor het einde de gelijkmaker op het bord, waarna Hongarije in de blessuretijd kwalificatie voor het EK afdwong door een treffer van Dominik Szoboszlai.
Nego werd op 14 mei 2024 door bondscoach Marco Rossi opgenomen in de Hongaarse selectie voor het EK 2024 in Duitsland. Hongarije werd in de groepsfase uitgeschakeld na nederlagen tegen Zwitserland (1–3) en Duitsland (2–0) en een overwinning tegen Schotland (0–1). Nego kwam niet in actie.
1 Gulácsi ·
2 Lang ·
3 Kecskés ·
4 Attila Szalai ·
5 Fiola ·
6 Orban ·
7 Nego ·
8 Nagy ·
9 Ádám Szalai  ·
10 Cseri ·
11 Holender ·
12 Dibusz ·
13 Schäfer ·
14 Lovrencsics ·
15 Kleinheisler ·
16 Gazdag ·
17 R. Varga ·
18 Sigér ·
19 K. Varga ·
20 Sallai ·
21 Botka ·
22 Bogdán ·
23 Nikolić ·
24 Schön ·
25 Hahn ·
26 Bolla ·
Coach: Rossi
1 Gulácsi ·
2 Lang ·
3 Balogh ·
4 Szalai ·
5 Fiola ·
6 Orbán ·
7 Négo ·
8 Á. Nagy ·
9 Ádám ·
10 Szoboszlai  ·
11 Kerkez ·
12 Dibusz ·
13 Schäfer ·
14 Bolla ·
15 Kleinheisler ·
16 Gazdag ·
17 Styles ·
18 Z. Nagy ·
19 Varga ·
20 Sallai ·
21 Botka ·
22 Szappanos ·
23 Csoboth ·
24 Dárdai ·
25 Horváth ·
26 Kata ·
Coach: Rossi